# Knooppunt Westerlee
Het knooppunt Westerlee is een turborotonde waar de N213, N223 en A20 met elkaar kruisen bij De Lier in de gemeente Westland, in de Nederlandse provincie Zuid-Holland. 

## Richtingen knooppunt
Het knooppunt verbindt vier verschillende wegen in de volgende richtingen.
- Noord: Burgemeester Elsenweg (N213) richting Naaldwijk-Oost en de Galgeweg richting Naaldwijk-West.
- Zuid: Burgemeester Elsenweg (A20) richting Maassluis
- West: Twee Pleinenweg (N223) richting Hoek van Holland
- Oost: Burgemeester van Doornlaan (N223) richting De Lier.

Eerder was knooppunt Westerlee een kruising met verkeerslichten.
| Aansluitende wegen                   | Aansluitende wegen       | Aansluitende wegen | Aansluitende wegen | Aansluitende wegen                                                                           |
| ------------------------------------ | ------------------------ | ------------------ | ------------------ | -------------------------------------------------------------------------------------------- |
|                                      |                          |                    |                    | / Burgemeester Elsenweg richting Naaldwijk / Poeldijk                                        |
|                                      |                          |                    |                    |                                                                                              |
| richting Maasdijk / Hoek van Holland | richting De Lier / Delft |                    |                    |                                                                                              |
|                                      |                          |                    |                    |                                                                                              |
|                                      |                          |                    |                    | / Burgemeester Elsenweg richting Maasdijk-Oost / Maassluis / Vlaardingen / Rotterdam / Gouda |

Almere · Amstel · Arnestein · Assen · Azelo · Badhoevedorp · Bankhoef · Batadorp · Beekbergen · Benelux · Beverwijk · Bodegraven ·  Boterdiep ·  Buren · Burgerveen · Coenplein · De Baars · De Hoek · De Hogt · De Nieuwe Meer · De Poel · De Punt · De Stok · Deil · Diemen · Drachten · Drie Klauwen · Eemnes · Ekkersweijer · Emmeloord · Empel · Euvelgunne · Everdingen · Ewijk · Galder · Gooimeer · Gorinchem · Gouwe · Grijsoord · Hattemerbroek · Heerenveen · Hellegatsplein · Het Vonderen · Hintham · Hoevelaken · Hofvliet · Holendrecht · Holsloot · Hoogeveen · Hooipolder · IJmuiden (niet officieel) · Joure · Julianaplein · Kerensheide · Kethelplein · Klaverpolder · Kleinpolderplein · Kooimeer · Kruisdonk · Kunderberg · Lankhorst · Leenderheide · Lunetten · Maanderbroek · Markiezaat · Muiderberg · Neerbosch · Noordhoek · Ommedijk · Oud-Dijk · Oudenrijn · Paalgraven · Princeville · Prins Clausplein · Raasdorp ·  Reitdiep ·  Ressen · Ridderkerk · Rijkevoort · Rijnsweerd · Rottepolderplein · Rozenburg · Sabina · Sint-Annabosch · Stelleplas · Slufter · Ten Esschen · Terbregseplein · Tiglia · Vaanplein · Valburg · Velperbroek · Velsen · Vlaardingen · Vught · Waterberg · Watergraafsmeer · Werpsterhoek · Westerlee · Ypenburg · Zaandam · Zaarderheiken · Zonzeel · Zoomland · Zuidbroek · Zurich

Geplande knooppunten:
De Liemers · Zestienhoven

Voormalige knooppunten:
Bocholtz · Ekkersrijt · Europaplein (Groningen) · Europaplein (Maastricht) · Lindenholt